# Joan Puig i Pujol
Joan Puig i Pujol (Sabadell, 11 de novembre de 1892 - 22 de gener de 1973) fou un escriptor i polític català.
Fou director del setmanari Sabadell Federal (1913-1917) i col·laborador del Diari de Sabadell . Va escriure, entre altres obres, Memòries de Sabadell, Argus Miop, El català Joan Cristòfor Calvet d'Estrella i 86 anys de premsa local, on es recullen referències de totes les publicacions periòdiques sabadellenques des del seu inici fins a la Guerra Civil Espanyola. El 1934 fou elegit regidor de Finances i Proveïments pel Círcol Republicà Federal. L'any 1936 fou nomenat conseller de finances municipals i delegat de banca a Sabadell per la Generalitat de Catalunya.
Actualment hi ha un passatge al barri de Gràcia de Sabadell que duu el seu nom.